# Сьєрра-Леоне
Респу́бліка Сьє́рра-Лео́не (англ. Republic of Sierra Leone, кріо Republic na Salone) — держава в Західній Африці, на узбережжі Атлантичного океану. На північному заході, півночі й північному сході межує з Гвінеєю, на південному сході — з Ліберією. Площа — 72 тис. км². Населення — 7,1 млн осіб (2015). Столиця — місто Фрітаун.
Сьєрра-Леоне є членом ООН, СОТ, МВФ, ВООЗ, Організації Африканської Єдності, Британської Співдружності націй.

## Історія
Перші португальські мореплавці відкрили півострів ще в XV столітті. Вони назвали його «Сьєрра-Леоне», що в перекладі з іспанської означає «Левові гори». Ця назва згодом поширилася на всю територію країни. У минулому територія країни поділялась на колонію (прибережні райони) і протекторат (внутрішні області) Великої Британії. 27 квітня 1961 Сьєрра-Леоне здобула незалежність.

## Географія

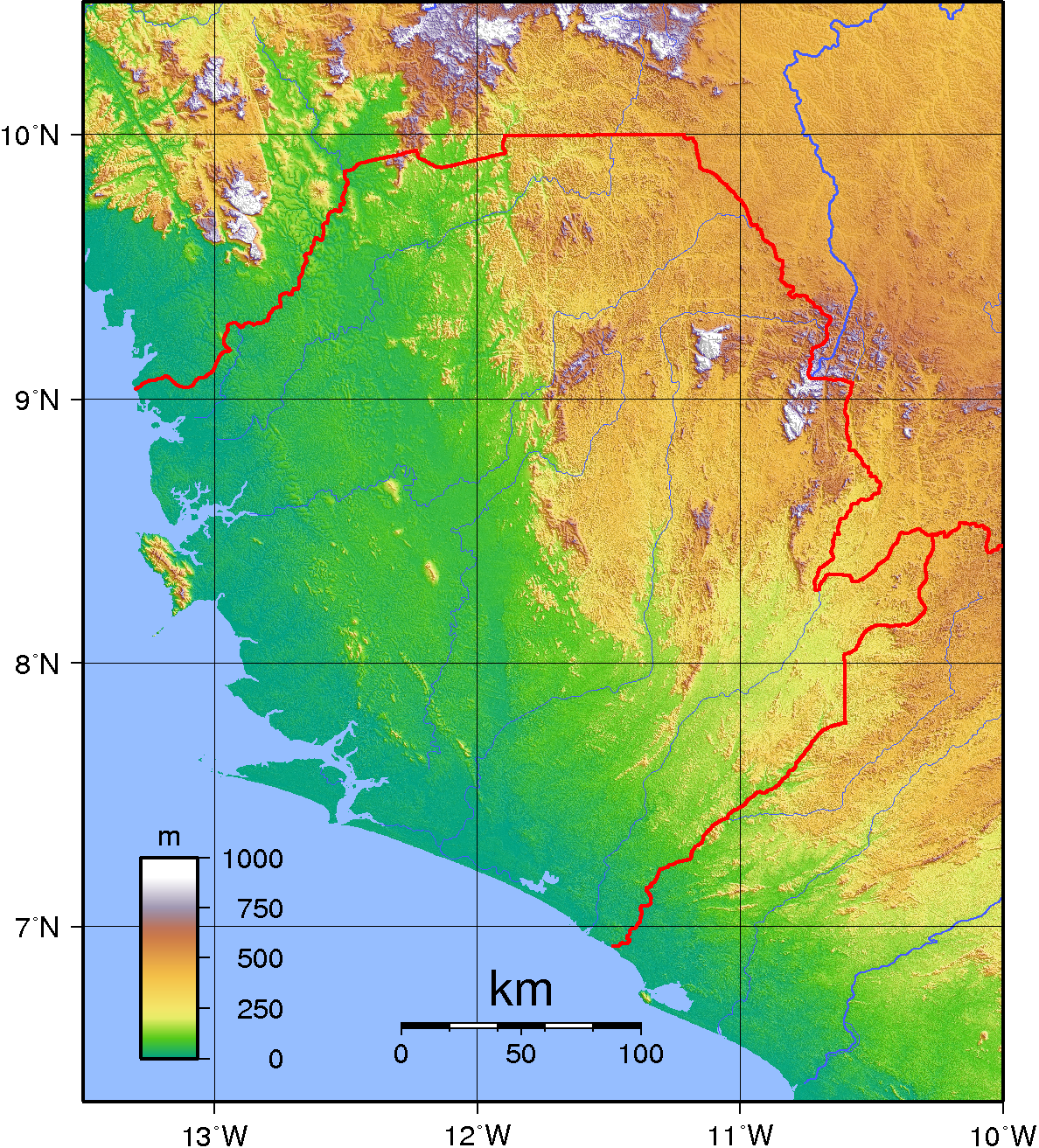
Топографічна карта Сьєрра-Леоне

Приатлантична частина Сьєрра-Леоне, найнаселеніша і найзручніша для сільського господарства, являє собою низовину, що полого спускається до океану. Однак на північному сході країни, на території Леон-ліберійського гірського масиву, рельєф більш нерівний, середньою висотою близько 600 м. Найвища точка країни — гора Бинтимані (1945 м). Північна частина країни також гориста, на її території розташовуються відроги масиву Фута-Джаллон.
Клімат субекваторіальний, жаркий і вологий (одна з найбільш дощовитих країн Західної Африки), із сухим сезоном узимку (листопад — квітень) і сезоном дощів улітку (травень — жовтень). Середньорічна кількість опадів на узбережжі, у тому числі й у Фрітауні, 4000—4500 мм, середньомісячна температура у межах від +24 до +27 °C. У внутрішніх районах країни клімат більш прохолодний (20—23 °C) і сухий (2000—2500 мм на рік). У зимовий сезон нерідкі посухи й піщані бурі, коли харматан різко підвищує температуру повітря і приносить із Сахари пісок і пил. Річкова мережа Сьєрра-Леоне значно розвинена. Головні річки — Великий Скарсієс (Колентьев), Малий Скарсієс (Каба), Рокель, Джонг, Маболе, Сева, Моа і Макона. На узбережжі багато зручних бухт, зокрема, порт Фрітауна. Уздовж узбережжя тягнеться смуга мангрів. Основний тип рослинності — високотравна савана з заростями чагарників і окремими деревами баобабів. Вологі екваторіальні ліси, що збереглися лише на східних схилах гір і височин і на півдні, займають менше 5 % площі країни. Лісові заповідники Мавнтінс, Мамунта-Майоза.

## Довкілля
Неправильне використання сільськогосподарських земель, вирубка лісів і знищення природної рослинності, використання деревини на паливо і, меншою мірою, надмірний випас худоби і урбанізація сприяють деградації земель у Сьєрра-Леоне.
Вирубка лісів, як для отримання комерційної деревини, так і для вивільнення земель для ведення сільського господарства, є основною проблемою, яка веде до подальших втрат природного багатства країни. Усе це, а також видобуток корисних копалин, привели до різкого скорочення лісових площ в Сьєрра-Леоне. Ліси продовжують вирубувати все швидшими темпами, у тому числі в національних парках і заповідниках.
До 2002 року в Сьєрра-Леоне була відсутня система управління лісами через громадянську війну, унаслідок якої загинули десятки тисяч людей. Темпи знеліснення збільшилися на 7,3 % після закінчення громадянської війни. На папері 55 охоронних територій покривали 4,5 % території Сьєрра-Леоне станом на 2003 рік. У країні налічується 2090 відомих видів вищих рослин, 147 видів ссавців, 626 — птахів, 67 — плазунів, 35 — земноводних і 99 видів риб.
Фонд екологічної справедливости задокументував, що кількість нелегальних риболовних суден у водах Сьєрра-Леоне збільшилася за останні роки. Обсяг нелегального рибальства значно виснажив рибні запаси, що позбавило місцевих рибалок важливого ресурсу для виживання. Ситуація особливо серйозна, оскільки рибальство є єдиним джерелом доходу для багатьох громад у країні, яка все ще ледве оговталася від десятирічної громадянської війни.

## Політична структура
Коли 27 квітня 1961 року Сьєрра-Леоне здобула незалежність, законодавча й виконавча влада в країні перебувала в руках парламенту і кабінету міністрів, а номінальним главою держави вважався британський монарх, представлений генерал-губернатором. Після внесення поправок до конституції 1971 року Сьєрра-Леоне була проголошена республікою, у якій виконавча влада покладалась на президента.
2000 року Тоні Блер відправив у Сьєрра-Леоне 1500 британських військовослужбовців, які взяли на себе захист столиці країни Фрітауна від повстанської армії «Об'єднаного революційного фронту». 30 травня 2007 року Тоні Блера урочисто проголосили верховним вождем Сьєрра-Леоне. Нове звання формально дало Тоні Блеру право засідати в парламенті Сьєрра-Леоне. Таким чином, як повідомляє The Daily Telegraph, влада країни відзначила його роль у припиненні громадянської війни.

## Міжнародні відносини

### Відносини з Україною
21 грудня 1991 року Сьєрра-Леоне першою з африканських країн визнала незалежність України.

## Економіка

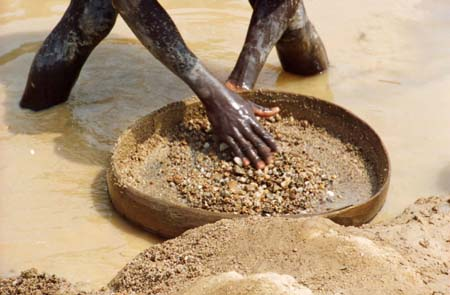
Розробка розсипного родовища алмазів у Сьєрра-Леоне

Сьєрра-Леоне володіє істотними мінеральними, сільськогосподарськими та рибальськими ресурсами, але залишається однією з найбідніших країн світу. ВВП на душу населення 2009 року — 900 дол. (215-те місце у світі). Нижче рівня бідности — близько 70 % населення. Приблизно половина населення, що працює, займається натуральним сільським господарством. Культивуються рис, кава, какао, пальми (горіхи й олія), арахіс; розводиться худоба, є риболовля. Промисловість — видобуток алмазів, виробництво пива, цигарок, взуття.

### Зовнішня торгівля
Експортні товари — алмази, какао, кава, риба. Основні покупці (у 2008):
- Бельгія — 39,2 %
- США — 22,1 %
- Індія — 7 %
- Франція — 5,4 %
- Нідерланди — 4,1 %.

Імпорт — продовольство, промислові товари, паливо. Основні постачальники (у 2008):
- Китай — 10,2 %
- США — 7,8 %
- Бельгія — 6,6 %
- Велика Британія — 6,5 %
- Кот-д'Івуар — 6,2 %
- Індія — 5,6 %
- Таїланд — 5,1 %.

Країна входить до міжнародної організації країн АКТ.

## Адміністративний поділ

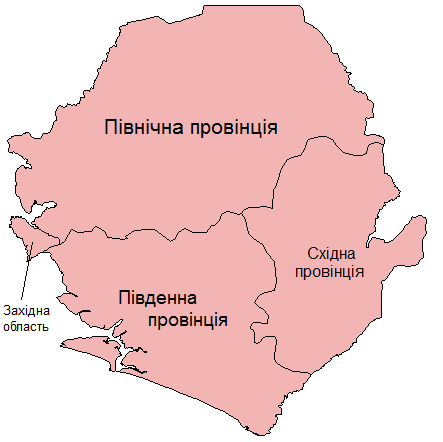
Провінції Сьєрра-Леоне

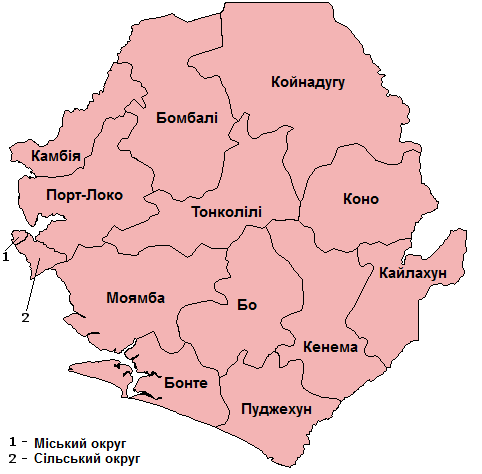
Округи Сьєрра-Леоне

Сьєрра-Леоне поділяється на 3 провінції та одну область, які у свою чергу поділяються на 14 округів: 
| № | Назва              | Оригінальна назва | Адміністративний центр | Територія, км² | Населення, осіб (2015) | Округи | Вождівства | Секції |
| - | ------------------ | ----------------- | ---------------------- | -------------- | ---------------------- | ------ | ---------- | ------ |
| 1 | Західна область    | Western Area      | Фрітаун                | 696,7          | 1 500 234              | 2      | 12         | 87     |
| 2 | Східна провінція   | Eastern Province  | Кенема                 | 15 224,2       | 1 642 370              | 3      | 46         | 262    |
| 3 | Північна провінція | Northern Province | Макені                 | 36 097,4       | 2 508 201              | 5      | 54         | 545    |
| 4 | Південна провінція | Southern Province | Бо                     | 20 207,0       | 1 441 308              | 4      | 54         | 427    |

## Населення

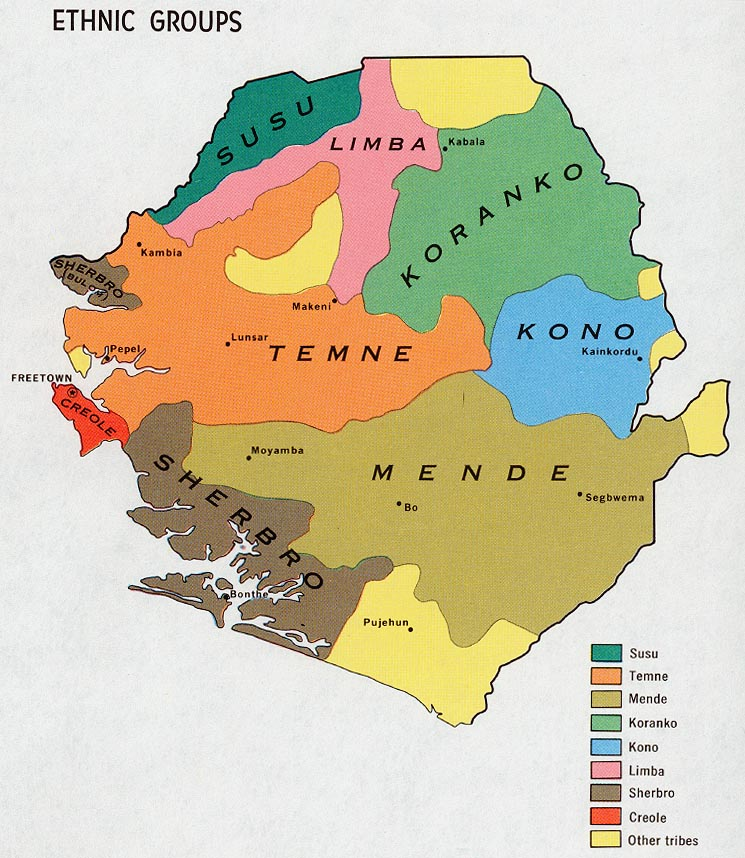
Географічний розподіл народів у Сьєрра-Леоне

Чисельність населення — 7 092 113 осіб (2015; 4 976 871 в 2004-му, 3 515 812 в 1985-му, 2 735 159 в 1974-му, 2 180 355 в 1963-му).
Річний приріст — 2,2 % (фертильність — 5 народжень на жінку).
Середня тривалість життя — 53 роки у чоловіків, 58 років у жінок.
Зараженість вірусом імунодефіциту (ВІЛ) — 1,7 % (оцінка на 2007 рік).
Писемність — 46 % чоловіків, 24 % жінок (оцінка на 2004 рік).
Етнічний склад — близько 20 аборигенних племен складають приблизно 90 % населення (темне — 30 %, менде — 30 %, інші ; — 30 %), креоли (нащадки звільнених рабів-негрів з островів Карибського моря) — близько 10 %, невелика кількість білих, арабів, індійців.
Мови — англійська (офіційна, більшість населення нею не володіє), менде (поширений на півдні), темне (поширений на півночі), кріо (креольська мова на основі англійської, мова міжнаціонального спілкування, її розуміє до 95 % населення).
Релігії: мусульмани — 60 %, аборигенні культи — 30 %, християни — 10 % (англікани, методисти, католики, адвентисти, парафіяни Асамблеї Бога тощо).

## Культура
5 вересня 1607 року на території сучасної Сьєрра-Леоне поставили першу постановку шекспірівського «Гамлета», про яку до нас дійшло письмове свідоцтво. Британська Ост-Індська компанія проводила операції в Індії, а шлях до Індії у ті часи лежав навколо Африки. Біля узбережжя Сьєрра-Леоне 1607 року кілька великих суден компанії вимушено стали на якір, а капітан одного із суден, «Червоного Дракона», любив театр і вважав, що постановки п'єс для його команди краще, ніж неробство або азартні ігри.
Сучасна система народної освіти в Сьєрра-Леоне сягає своїм корінням до часу перших англійських поселень в цьому районі наприкінці XVIII — початку XIX ст. Для підготовки вчителів і священиків з-поміж африканців 1827 року відкрили перший вищий навчальний заклад — коледж Фура-Бей. До закінчення Першої світової війни всі навчальні заклади розташовувалися в прибережних районах. Хоча до кінця Другої світової війни система народної освіти охопила й унутрішні райони, більшість навчальних закладів, як і раніше, сконцентровано вздовж узбережжя. 1991 року в Сьєрра-Леоне було близько 2 тис. початкових шкіл (414,2 тис. учнів), 227 середніх шкіл (116 тис. учнів).
В університеті Сьєрра-Леоне, створеному на базі коледжу Фура-Бей і університетського коледжу Нджала, навчалися 2,3 тис. студентів. Крім того, у країні є 16 педагогічних і технічних коледжів. Після 1988 року будівлі коледжу Нджала і деяких інших середніх навчальних закладів були зруйновані. Багато шкіл не працювали через студентські хвилювання, страйки викладачів та загальну політичну нестабільність.
Вже у XIX ст. Фрітаун перетворився на західноафриканський центр розповсюдження європейської культури. Креольська громада дала країні відомих учених, включно з істориками А. Сібторпе і Джеймсом Афріканусом Хортоном. Серед сучасних представників інтелектуальної еліти заслуговують згадки біохімік Абіосе Дейвісон Ніколь і письменник Вільям Контон.

## Найбільші міста Сьєрра-Леоне

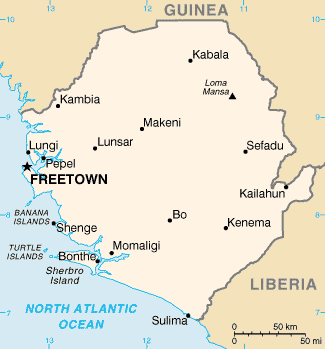
Міста Сьєрра-Леоне

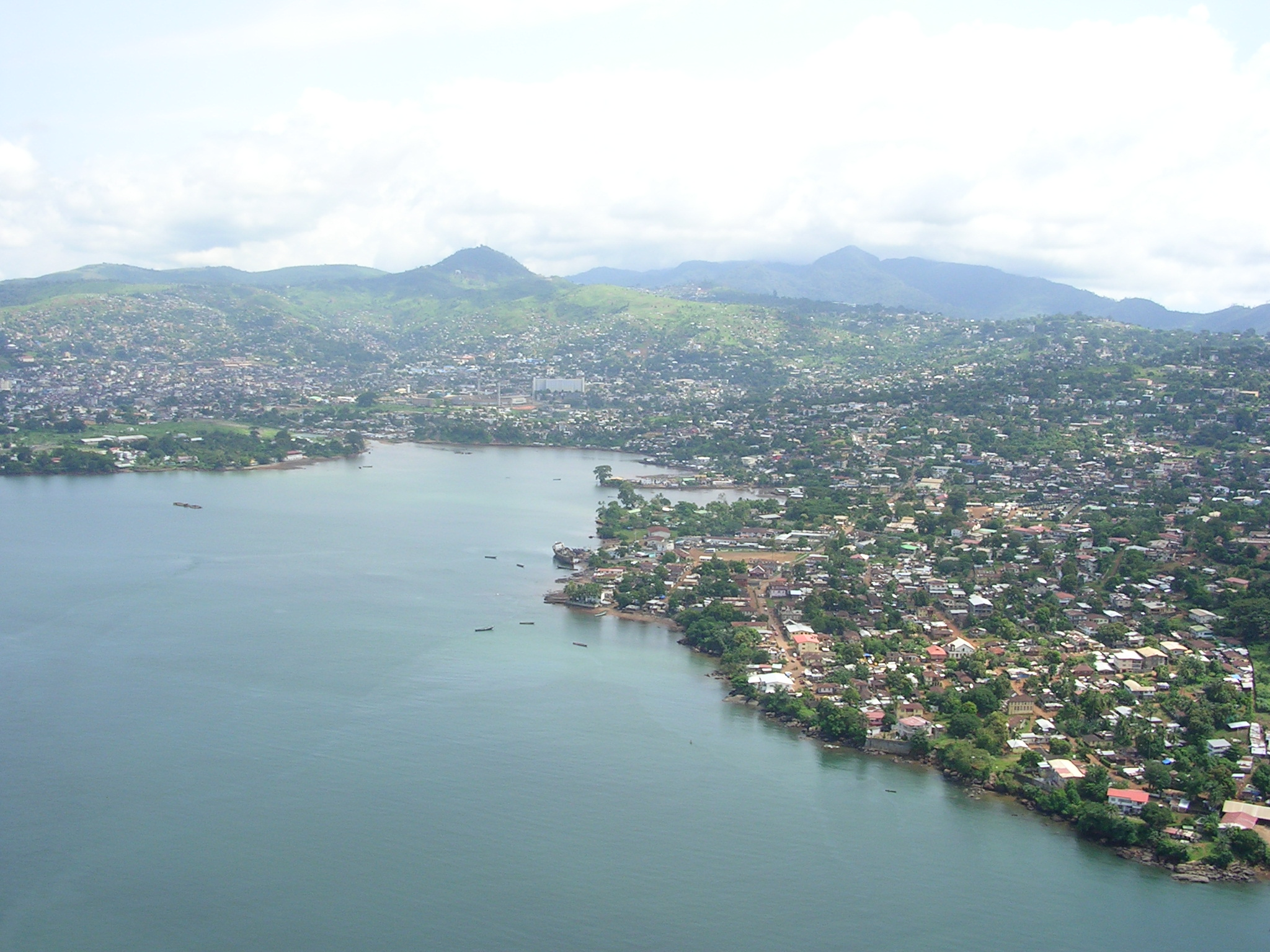
Місто Фрітаун

| Міста Сьєрра-Леоне |           |              |              |             |                  |
| Номер              | Місто     | Населення    | Населення    | Населення   | Провінція        |
| Номер              | Місто     | Перепис 1985 | Перепис 2004 | Оцінка 2010 | Провінція        |
| 1.                 | Фрітаун   | 469 776      | 786 900      | 836 574     | Західна          |
| 2.                 | Бо        | 59 768       | 167 144      | 215 421     | Південна         |
| 3.                 | Кенема    | 52 473       | 137 696      | 169 937     | Східна           |
| 4.                 | Макені    | 40 038       | 85 017       | 102 648     | Північна         |
| 5.                 | Сефаду    | 82 474       | 87 789       | 91 603      | Східна           |
| 6.                 | Лунсар    | 16 073       | н/д          | 23 889      | Північно-Західна |
| 7.                 | Порт-Локо | 15 248       | н/д          | 22 662      | Північно-Західна |
| 8.                 | Пендембу  | 10 944       | н/д          | 19 658      | Східна           |
| 9.                 | Кабала    | 13 923       | н/д          | 18 770      | Північна         |
| 10.                | Ватерлоо  | 9 878        | н/д          | 17 830      | Західна          |
| 11.                | Кайлахун  | 9 054        | н/д          | 17 506      | Східна           |
| 12.                | Сегбвема  | 8 267        | н/д          | 15 985      | Східна           |
| 13.                | Магбурака | 10 347       | н/д          | 15 980      | Північна         |
| 14.                | Коїнду    | 8 238        | н/д          | 15 928      | Східна           |
| 15.                | Бумпо     | 7 556        | н/д          | 15 143      | Південна         |
| 16.                | Енгема    | 12 938       | н/д          | 13 269      | Східна           |
| 17.                | Камбія    | 7 631        | н/д          | 12 471      | Північно-Західна |
| 18.                | Годерич   | 6 886        | н/д          | 12 429      | Західна          |
| 19.                | Рокупр    | 8 283        | н/д          | 12 311      | Північна         |
| 20.                | Гандорхун | 5 199        | н/д          | 12 288      | Південна         |